# Panax ginseng
Panax ginseng is een plant uit de familie klimopfamilie (Araliaceae). De wortel van deze plant wordt ook wel Chinese of Koreaanse ginseng (Koreaans: 인삼 = insam) genoemd.
Reeds vroeg gebruikten de Koreanen de in het wild voorkomende ginseng als medicijn. Rode ginseng werd voor het eerst in de Goryeo-dynastie rond 1080 geproduceerd. In 1556 werd gedurende de Joseondynastie de productie gereguleerd.
In China is de geneeskrachtige werking van ginseng voor het eerst gedocumenteerd in Shennong bencaojing ('het boek van Shennong over wortels en kruiden'), een klassiek werk over planten en hun gebruik. In 1596 beschreef Li Shizhen het gebruik van ginsengwortel in de Bencao Gangmu.
In de 18e eeuw werd de effectiviteit van ginseng erkend in het Westen, en vervolgens werd een groot aantal onderzoeken uitgevoerd op het gebied van de plantkunde, scheikunde, farmacologie en therapeutische toepassingen ervan.
Ginseng wordt geteeld in de schaduw op voor de teelt geschikte humusrijke grond. Ook de in het wild groeiende ginseng komt alleen in schaduwrijke bossen voor. Na minimaal drie groeijaren kan de wortel geoogst worden, maar hoe ouder de plant des te beter de kwaliteit van de wortel.
Voor het bereiden van rode ginseng worden de wortels ingedroogd tot een 86% drogestofgehalte. Tijdens het drogen worden de wortels hard en verkleuren naar donkerbruin. Het hoge drogestofgehalte beschermt de wortels tegen aantasting door bacteriën en schimmels, maakt het bewaren makkelijker en het transport goedkoper.
's Werelds grootste fabriek voor rode ginseng is de KGC Ginseng-Fabriek in Buyeo, provincie Chungcheongnam-do. Van ginseng worden veel verschillende producten gemaakt. Voornamelijk als poeder voor het maken van thee. Ook wordt een dik siroopachtig concentraat gemaakt, dat bitter smaakt en traditioneel met honing wordt gezoet. Ook wordt ginseng verwerkt in o.a. alcoholische sterke drank, capsules en zeep.